# Islandski minimum
Islandski minimum ali subpolarna depresija je ciklon (področje nizkega zračnega tlaka), ki se stalno obnavlja v severnem Atlantiku, blizu Islandije. Drugi tak pojav je Aleutski ciklon v severnem Pacifiku, blizu istoimenskega otočja.

## Zemljepisna lega
Islandska depresija se premika glede na letne čase, a normalno samo med 55° in 70° severne  zemljepisne širine  ter med 11° vzhodne in 61° zahodne zemljepisne dolžine. Iz tega območja se umakne samo v obdobjih, ko se Azorski anticiklon ražširi na sever. Takrat se pomakne na zahod in se ustavi nad odprtim oceanom, ali pa potuje na sever in se združi s polarno depresijo. Ta se začasno razpotegne v navpični smeri, dokler se njen južni del ne odtrže.

## Vpliv na vremenske razmere
Islandski minimum nizkega tlaka in Azorsko področje visokega tlaka sta fenomena, ki nadzorujeta nastanek, smer in jakost vetrov, ki prihajajo v Evropo iz zahoda, in s tem količino vlage v ozračju. Sploh so vse vremenske razmere naše celine odvisne od medsebojnih razdalj in predvsem od razlike v nihanju zračnega tlaka teh dveh formacij. Ta razlika je znana kot NAO (North Atlantic Oscillation). V slučaju NAO+ (visoka razlika med tlakoma) pomeni več zahodnih vetrov, torej hladnejša poletja in milejše zime v srednji Evropi ter manj padavin v Sredozemlju. Nasprotno je pri NAO- (malo razlike med tlakoma obeh področij) manj vetrov, zime so ostre in poletja vroča, padavine samo na jugu celine.
Islandski minimum vpliva tudi na vreme v severnoameriški celini. Pozimi, pri NAO+, močnejša depresija ciklona pritegne severne temperature vse preko Kanade in dela ZDA.